# 1676 en arts plastiques
| Années des arts plastiques : 1673 - 1674 - 1675 - 1676 - 1677 - 1678 - 1679    |
| Décennies des arts plastiques : 1640 - 1650 - 1660 - 1670 - 1680 - 1690 - 1700 |

Cette page concerne l'année 1676 en arts plastiques.

## Naissances
- 5 juin : Marco Ricci, graveur et peintre italien de vedute († 21 janvier 1730),

- ? :
  - Giuseppe Camerata, peintre italien († 1762),
  - Pierre-Jacques Cazes, peintre français († 25 juin 1754),
  - Antonio Pittaluga, peintre baroque italien de l'école génoise († 1716),
  - Francesco Maria Raineri, peintre baroque italien († 1758).

## Décès
- 14 février : Abraham Bosse, graveur français (° 1602),
- 9 avril : Jacob Jansz. Coeman, peintre hollandais (° vers 1632),
- 19 avril : Jean Dubois le Vieux, peintre français (° 23 février 1604),
- 26 juillet : Orsola Maddalena Caccia, peintre baroque italienne spécialisée dans la peinture de thèmes religieux, de retables et de natures mortes (° 1596),
- 13 octobre : Juan de Arellano, peintre espagnol (° 3 août 1614),
- 14 novembre : Jacques Courtois, frère jésuite et peintre français (° 1621),

- ? :
  - Bartolomeo Coriolano, graveur italien (° 1590 ou 1599).

- Johan le Ducq, peintre, dessinateur et graveur à l'eau-forte, également marchand d'objets d'art et soldat néerlandais (° vers 1629).